# Roodbandbaardvogel
De roodbandbaardvogel (Capito wallacei) is een vogel uit de familie Capitonidae (Amerikaanse baardvogels). Deze vogel is in 2000 als nieuwe soort beschreven en  genoemd naar Amerikaanse zakenman en filantroop Robert B. Wallace (1918-2002).

## Verspreiding en leefgebied
Deze soort is endemisch in het noordelijke deel van Centraal-Peru.

## Status
De grootte van de populatie wordt geschat op 250-1000 volwassen vogels. Op de Rode lijst van de IUCN heeft deze soort de status kwetsbaar.